# Derivació regressiva
En etimologia, la derivació regressiva és el procés de creació d'un nou lexema a partir de la reducció de la paraula, normalment mitjançant l'eliminació d'un afix real o suposat. El neologisme que en resulta és format així de manera regressiva. El terme (en anglès, back-formation) va ser introduït per James Murray el 1889, i en català també és anomenada conversió o habilitació.
Es parteix d'un mot primitiu, a partir del qual s'obté un mot derivat. El mètode més comú és aplicar un element comú existent en la llengua per dotar de sentit al nou terme. Per exemple, l'Enciclopèdia Catalana llista toc com derivada del verb tocar. El sufix -ar, que indica infinitiu, és retirat deixant-nos un mot masculí típic del català.